# Drozdówko (powiat kołobrzeski)
Drozdówko (niem. Vorwerk Drosedow) – osada w Polsce położona w województwie zachodniopomorskim, w powiecie kołobrzeskim, w gminie Rymań. Miejscowość wchodzi w skład sołectwa Drozdowo.
Według danych z 4 września 2013 r. Drozdówko miało 75 mieszkańców.

## Położenie
Miejscowość leży na Równinie Gryfickiej, ok. 25 km na południe od Kołobrzegu przy drodze powiatowej Gościno – Gorawino.

## Historia
W okolicach Drozdówka odkryto kilka dobrze zachowanych stanowisk kultury łużyckiej. Wieś założono ok. 1860 r. jako nowy folwark dóbr drozdowskich. Do 1945 roku wchodziła ona w skład Niemiec, gdzie należała do gminy (Gemainde - odpowiednik polskiego sołectwa) Drozdowo. W latach 1950–1998 miejscowość administracyjnie należała do województwa koszalińskiego.

## Transport
We wsi znajduje się 1 przystanek autobusowy, z którego można dojechać do Gościna i Kołobrzegu oraz Rymania.